# Абісаль

Океанічні області

Абіса́ль (грец. άβυσσος — безодня) — зона чи простір морського дна, частина бенталі, яка відповідає ложу океану (з глибинами понад 2000 м) з відносно малою рухомістю води, постійною температурою (нижче 2 °C) та характерною відсутністю світла. Абісаль займає ~75 % площі дна океанів і вважається однією з найбільших екологічних одиниць. Життя представлене мікроорганізмами-хемотрофами та тваринами. Нерідко виділяють ультраабісаль — зона на глибинах понад 6000 м.

## Загальна характеристика
Характеризується відсутністю сонячного світла, слабкою рухливістю водних мас, постійно низькою температурою, обмеженістю джерел харчування, бідністю тваринного світу. Внаслідок цього з просуванням на глибину кількість організмів Світового океану різко збіднюється як у видовому, так і в кількісному відношенні. З приблизно 200 тис. видів тварин, відомих для Світового океану на глибині 2,5 — 4,5 кілометри зустрічаються лише 900, на глибині 4,5 — 6 км — 307, 6 км і глибше — тільки 290 видів.
Кількісне багатство бентосу та планктону також різко змінюється. Так, на глибинах 2 — 3, 5 — 6, 7 — 9 км біомаса бентосу становить відповідно 7, 1,25 та 0,5 г/м². Для організмів, частина ареалу яких лежить в абісалі, характерне явище абісального гігантизму.

## Донні мули
Дно покрите вапняними і крем'янистими мулами, утвореними з найдрібніших залишків живих істот (називають мули по видах, залишки яких переважають в них, напр. діатомові, радіоляріві та ін.) або, в найглибших частинах океану, червоними глинами, що утворюються із зруйнованих морською водою вивержених порід і продуктів вулканізму. Накопичення глибоководних опадів йде дуже повільно, за тисячоліття шар їх зростає приблизно на 1 см.

## Життя
До 1860 р. вважали, що через великий тиск і низької температури дно абісальної зони практично незаселене. Ця думка була спростована при підйомі глибоководного кабелю, що обріс молюсками, черв'яками, поліпами та іншими бентосними (донними) організмами. До винаходу батискафа вченим доводилося задовольнятися результатами рідких глибинних ловів сітками або глибоководними драгами. Батискафи і глибоководні населені апарати дозволили побачити мешканців глибин.
Органічний світ абісальних зон одноманітний: бактерії, сапрофітні водорості, риби, головоногі молюски (переважно хижі форми), брахіоподи та ін. На дні мешкають різні види голкошкірих (морських їжаків і зірок), губок, анемона, черв'яків і ракоподібних. Життя тут пристосоване до повної темноти, колосального тиску (від 200—700 атм. і більше), скудної їжі, невисокого вмісту кисню і низької температури. Воно значно бідніше, ніж, скажімо, на шельфі. За відсутності світла неможливе існування фітопланктону — основи харчового ланцюга в океанах і морях. У 1978 р. були відкриті і оази життя абісалі, де довкола виходів термальних вод і газів виникають унікальні групи організмів, основою життя яких служить теплова і хімічна енергія термальних вод.
У абісальній зоні нова органічна речовина практично не утворюється і тварини повинні задовольнятися органічними залишками, що опускаються з верхніх шарів океану, або один одним. 
Тварини тут мешкають у темноті, на м'якому ґрунті, мають одноманітне забарвлення, частіше за все сірувато або чорну, більшість з них крихкі й тендітні. У рухливих тварин довгі кінцівки. Сидячі форми повільно переміщуються. Пристосовуючись до життя в повній темноті, деякі риби і ракоподібні втратили очі, в інших вони, навпаки, величезних розмірів. 

## Географія абісальних зон
Абісальна зона займає 3/4 площі Світового океану і більше половини всієї площі Землі (більше 278 млн кв.км). Води глибше 6000 м часто виділяють як ультраабісальну, або хадальну зону, це найглибоководніша частина Світового океану, зона глибоководних западин.